# René Schumacker
René Léonard A. Schumacker (né le 28 novembre 1937 à Lambermont et mort le 10 février 2015 à Verviers) est un botaniste et bryologue belge, professeur à l'université de Liège et ancien directeur de la Station scientifique des Hautes-Fagnes.